# Lögurinn
Ne pas confondre avec la Lagarfljót, une rivière traversant le Lögurinn.
Le Lögurinn, aussi appelé Lagarfljót du nom de la rivière qui la traverse, est un lac d'Islande qui se trouve dans le Nord-Est du pays. La ville d'Egilsstaðir se trouve sur son rivage.

## Géographie
Sa superficie est de 53 km2. Il s'étend sur 25 kilomètres de longueur et sa profondeur maximale est de 112 mètres.
Dans les environs du lac se trouve l'Hallormsstaðursskogar, la forêt la plus grande de l'Islande, ainsi que la Hengifoss, l'une des plus hautes cascades du pays.
Comme dans le cas du Loch Ness en Écosse, le Lagarfljótsormurinn (is), un monstre aquatique, vivrait dans les eaux sombres du lac.

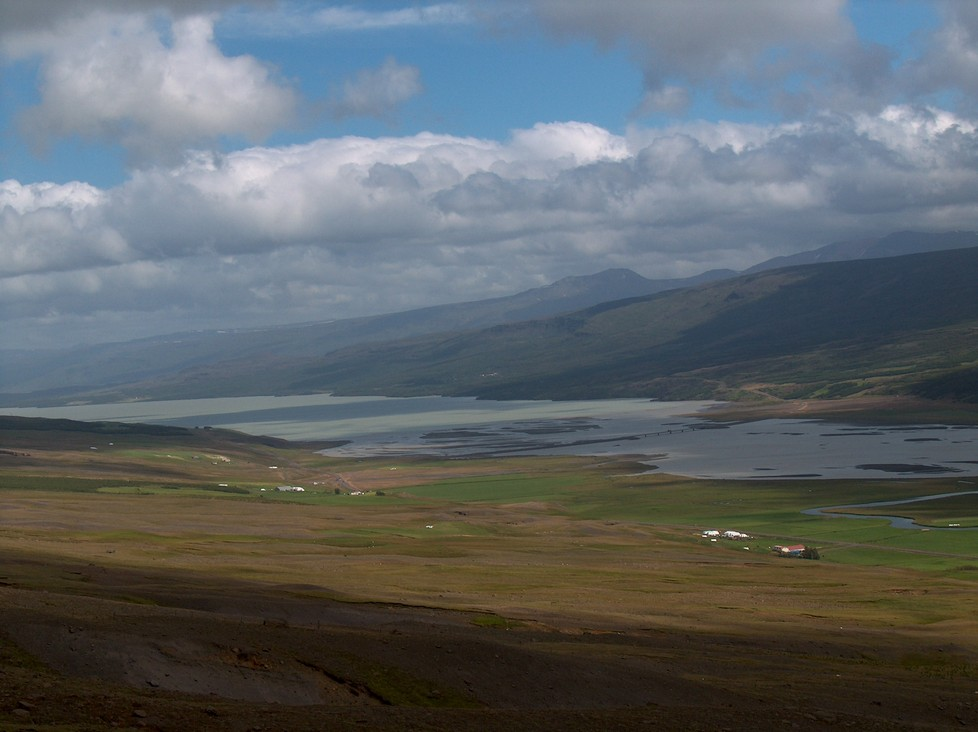
Vue de la Jökulsá í Fljótsdal (à droite) se jetant dans le Lögurinn (à gauche).